# Manuel Retzbach (Triathlet)
Manuel Retzbach (* 1985) ist ein deutscher Triathlet.

## Leben und Wirken
Manuel Retzbach arbeitet als Technischer Sachbearbeiter in der Projektierung. Seit 2010 betreibt er Triathlon wettkampfmäßig. Er startet für das Team Tricon Schwäbisch Hall, der Triathlon- und Radsportabteilung der TSG Schwäbisch Hall 1844.
Am 8. Juli 2018 nahm Retzbach an einem Wettkampf teil. Bei diesem stürzte ein vor ihm liegender Konkurrent beim Radfahren schwer. Retzbach hielt an und unterbrach seinen Wettkampf, um Erste Hilfe zu leisten. Anschließend nahm er den Wettbewerb wieder auf und schloss ihn mit großem Abstand als Letztplatzierter ab. Dafür wurde er im März 2019 mit dem Fair Play Preis des Deutschen Sports 2018 in der Kategorie Sport ausgezeichnet. Die Jury begründete die Auszeichnung:

„Ihr selbstloses und solidarisches Verhalten angesichts der Notlage eines Konkurrenten macht Sie zum Vorbild für andere Sportlerinnen und Sportler und ist ein leuchtendes Beispiel für ein faires Miteinander – im Sport und darüber hinaus.“